# 녹천중학교
녹천중학교(鹿川中學校)는 대한민국 서울특별시 노원구 월계동에 위치한 중학교이다.

## 학교 연혁
- 1995년 1월 10일 : 녹천중학교 설립인가
- 1995년 2월 11일 : 신입생 12학급 배정
- 1995년 3월 1일 : 초대 나청운 교장 취임
- 1995년 3월 3일 : 제1회 입학식(576명)
- 1998년 2월 13일 : 제1회 졸업식(575명)
- 2018년 2월 2일 : 제21회 졸업식(150명 졸업) (졸업생 총계 5,988명)
- 2022년 3월 1일 : 제11대 하용숙 교장 취임
- 2023년 2월 9일 : 제26회 졸업식(157명 졸업)
- 2023년 3월 2일 : 제29회 입학식

## 참고 자료
- 녹천중학교 - 한국교육학술정보원 학교알리미